# 강국철 (1990년생 축구 선수)
강국철(1990년 7월 1일 ~ )은 조선민주주의인민공화국의 축구 선수이다. 포지션은 수비수이며 현재 평양시체육단 소속이다.